# Monique Proulx (pilote automobile)
Pour les articles homonymes, voir Proulx et Monique Proulx (homonymie).
Monique Proulx est une ancienne pilote automobile, enseignante, modèle, journaliste, agente immobilière et actrice québécoise née en 1947 et décédée le 12 août 2012 d'un cancer du poumon.

## Biographie
Après des études en enseignement, elle est professeur de français pendant 3 ans et demi à la Commission scolaire de Laval. Elle quitte le métier à 21 ans pour devenir mannequin. Elle enregistre de nombreux messages publicitaires, tant pour la radio que pour la télévision, notamment pour les brasseries Molson et Labatt, Hydro-Québec et Ford Canada.
Passionnée de course automobile, elle s'inscrit à un cours de pilotage au circuit Mont-Tremblant en 1970. Si elle n'est pas prise très au sérieux à ses débuts, elle fait sa place dans différentes catégories, en Formule Ford, en Trans-Am, en Formule Atlantique, en course sur glace, en passant par le stock-car où elle obtient passablement de succès dans la catégorie "mini-stock-car"".
Mère monoparentale d'un fils, Stéphane Proulx, né en 1965, également coureur automobile. Elle abandonne la course automobile dans les années 1980 pour soutenir la carrière de son fils, qui meurt prématurément des suites de complications reliées au VIH en 1993 à l'âge de 27 ans.
En 1998 elle était traductrice et relationiste pour Planet-Era.